# Frictional Games
Frictional Games公司是一家位於瑞典赫爾辛堡的獨立電子遊戲公司。該公司由一個以湯馬士·格力普和延斯·尼爾森領導的核心團隊所組成。某些重要員工是外部聘請的，像負責音樂製作的米可·塔米亞 ( Mikko Tarmia ) 即是如此。Linux 和 Mac OS X 平台的移植由愛德華·路德 ( Edward Rudd ) 負責。
到現在，Frictional Games專門開發生存恐怖風格的冒險遊戲，但該團隊表示他們接受新想法和新的遊戲概念。

## 遊戲列表
| 年份 | 遊戲             | 開發 | 發行 | 平臺 | 平臺 | 平臺 | 平臺 | HPL引擎 | HPL引擎 | HPL引擎 |
| 年份 | 遊戲             | 開發 | 發行 | Lin  | Mac  | Win  | PS4  | 1       | 2       | 3       |
| ---- | ---------------- | ---- | ---- | ---- | ---- | ---- | ---- | ------- | ------- | ------- |
| 2007 | 半影：序曲       | 是   | 否   | 是   | 是   | 是   | 否   | 是      | 否      | 否      |
| 2008 | 半影：黑色瘟疫   | 是   | 否   | 是   | 是   | 是   | 否   | 是      | 否      | 否      |
| 2008 | 半影：安魂曲     | 是   | 否   | 是   | 是   | 是   | 否   | 是      | 否      | 否      |
| 2010 | 失憶症：黑暗後裔 | 是   | 是   | 是   | 是   | 是   | 否   | 否      | 是      | 否      |
| 2013 | 失忆症：         | 否   | 是   | 是   | 是   | 是   | 否   | 否      | 是      | 否      |
| 2015 |                  | 是   | 是   | 是   | 是   | 是   | 是   | 否      | 否      | 是      |
| 2020 | 失忆症：重生     | 是   | 是   | 是   | 否   | 是   | 是   | 否      | 否      | 是      |
| 2023 | 失憶症：地堡     | 是   | 是   | 否   | 否   | 是   | 是   | 否      | 否      | 否      |